# Jeg så det land
Jeg så det land er en dansk portrætfilm fra 2005, der er instrueret af Henrik Lundø og Jacob Jørgensen.

## Handling
I årene 1833-34 foretog H.C. Andersen sin første store udenlandsrejse. En rejse der fik afgørende betydning for hans forfatterskab og førte til hans gennembrud som digter. Forfatteren og kunsthistorikeren Hans Edvard Nørregård-Nielsen fulgte i 2003 i H.C. Andersens spor fra Schweiz, ned gennem alperne og til Italien. Undervejs fortolkes den betydning, rejsens oplevelser havde på Andersen som forfatter - og som menneske - motiveret af stemningsbilleder fra nogle af stederne i dag, Andersens egne tegninger fra dengang og uddrag fra hans dagbogsnotater. En indre rejse såvel som et indblik i tidens kunst, arkitektur og kultur som den følsomme digterspire oplevede det.